# 오노촌 (기후현 이나바군)
오노촌(일본어: 大野村)은 일본 기후현 이나바군에 설치되었던 촌이다. 현재의 가카미가하라시에 해당한다.

## 참고 문헌
- 角川日本地名大辞典編纂委員会,『角川日本地名大辞典 21 岐阜県』1980, 角川書店